# 天使双角鳚
天使雙角鳚（學名：Coralliozetus angelicus），為輻鰭魚綱鳚形目煙管鳚科雙角鳚屬的一種，分布於中東太平洋墨西哥加利福尼亞灣至阿卡普尔科海域，深度1至4公尺，本魚體細長，頭短鈍，頂部無刺，鼻孔處有觸鬚，雄魚眼睛上方有一對黃色觸鬚，雌魚眼睛上方的觸鬚短而細長，頸背無觸鬚，背鰭硬棘18-20枚，背鰭軟條10-12枚，身體呈白色至黃色，有散布的棕色斑點或斑點，雄魚頭部及背棘深褐色，前額、虹膜和嘴巴為紅色；雌魚頭部白色，帶有棕色斑紋，下巴和喉嚨上有棕色條紋，胸鰭基部有明顯的褐色斑紋，背鰭前部無暗斑，體長可達3.5公分，棲息在岩礁區，通常躲在空的藤壺殼，以浮游動物為食，雌魚產附著性卵，由雄魚守護魚卵，生活習性不明。